# Georg Friedrich Steinmeyer

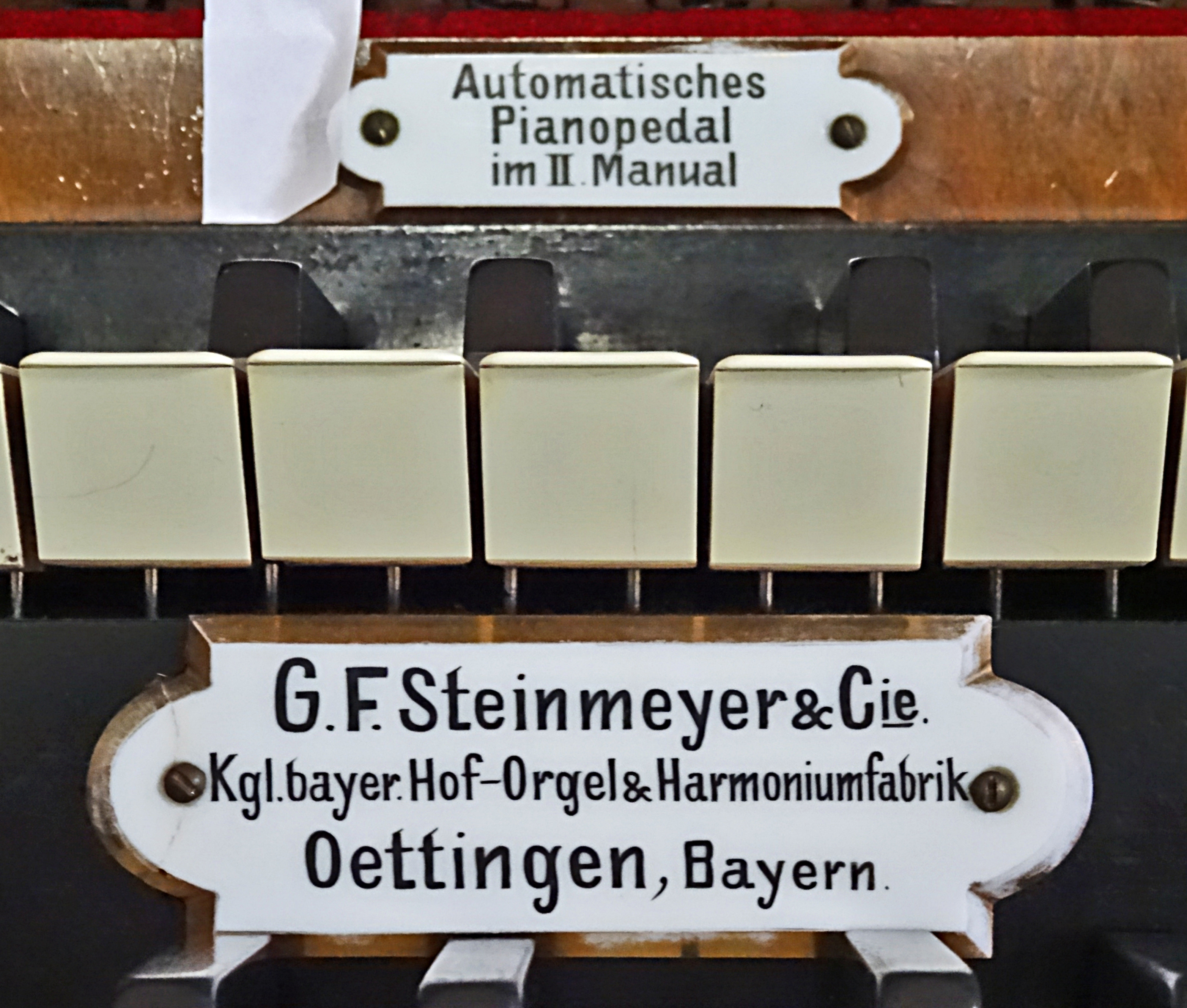
Firmenplakette in St. Christophorus (Mühlfeld)

Georg Friedrich Steinmeyer (* 21. Oktober 1819 in Walxheim; † 22. Februar 1901 in Oettingen) war ein deutscher Orgelbauer.

## Leben
Georg Friedrich Steinmeyer wuchs zunächst auf dem elterlichen Bauernhof in Walxheim auf. Als seine Eltern 1830 nach Oettingen umzogen, kam er zu seinen Großeltern nach Ostheim in Pflege. 1832 starb der Vater, die Mutter ging 1833 zurück nach Walxheim und nahm den Sohn wieder zu sich. 1834 begann er bei einem Verwandten in Oettingen eine Schreinerlehre. Die Werkstatt gehörte dem Orgelbauer Aloys Thoma (1795–1843) aus Aitrang. Die Schreinerlehre beendete er 1838 mit der Gesellenprüfung. Danach lernte er im selben Betrieb noch bis 1842 den Orgelbauerberuf. Nach der Gesellenprüfung ging er auf Wanderschaft über Augsburg (Joseph Anton Bohl) nach Ulm zu Franz Sales Hechinger und erhielt dann von 1843 bis 1847 eine Anstellung bei der Orgelbaufirma Walcker in Ludwigsburg. 1847 übernahm er in Oettingen die Werkstatt von Thoma und machte sich selbständig. Nachdem er 1851 in Nördlingen die Meisterprüfung bestanden hatte, erhielt er auch in Oettingen die Gewerbeerlaubnis.
Der Standort in Oettingen war gut für eine neue Orgelbaufirma geeignet, weil er (gleich) weit entfernt von den nächsten Orgelbauzentren Augsburg und Nürnberg lag. Der renommierteste Konkurrent, Walcker, befand sich jenseits der Landesgrenze im Königreich Württemberg. Außerdem lag Oettingen auch an der neu gebauten Ludwig-Süd-Nord-Bahn von Lindau nach Hof, was den Transport des Materials und der Orgelteile sehr erleichterte.

## Orgelbau
Die erste Orgel baute er 1848 für die evangelische Kirche in Frankenhofen. Der Betrieb expandierte schnell. 1860 beschäftigte er bereits 15 Mitarbeiter, in den 1880er Jahren 50 und in den 1890er Jahren über 70 Personen. Opus 100 ging 1871 nach Naila, und Opus 200 mit III/54 wurde 1880 für die Münchner Frauenkirche gebaut. Sein größtes Werk war 1883 Opus 245 mit III/70 Registern für den Speyerer Dom.
Bis 1899 wurden 676 neue Orgeln gebaut: 377 einmanualige, 287 zweimanualige und 12 dreimanualige.
Für den Erfolg der Steinmeyer-Orgeln war entscheidend, dass sie eine hohe Qualität besaßen, sehr zuverlässig waren und eine gute Spieltechnik hatten.

### Windladen
Bei Walcker hatte er die Kegellade kennengelernt, die dieser seit 1842 baute. Bereits Steinmeyers erste Orgel hatte Kegelladen. Sie war die erste mit dieser Bauweise in Bayern. Auch alle weiteren hatten Kegelladen, außer Opus 2, die mit Schleifladen versehen war. Damit bei großer Registeranzahl die Tastatur nicht zu schwergängig wurde, baute er teilweise zusätzlich Barkerhebel ein, zuerst 1879 in St. Lorenz in Nürnberg für die Hauptwerk-Traktur (Opus 193 mit III/48). In den 1890er Jahren wurde dann die mechanische Kegellade teilweise durch die sogenannten „Kegelladen mit pneumatischen Vorgelege“ ersetzt. Dabei wird das Kegelventil statt über eine Welle und Ärmchen von einem Balg geöffnet. Ab der Jahrhundertwende hat sich die pneumatische Kegellade mehrheitlich durchgesetzt. 
Friedrich Witzig, ein Mitarbeiter bei Steinmeyer seit 1857, konstruierte 1895 die sogenannte „Taschenlade“, für die er 1896 ein Patent bekam. Es ist ein Membranventil, das die Funktion des Kegelbalgs und Kegelventils in einem Bauteil vereint.

## Harmoniumfertigung
Im Jahr 1858 stellte Steinmeyer den zwanzigjährigen Schreiner Friedrich Hessing ein und ließ ihn bei Schiedmayer in Stuttgart zum Harmoniumbauer ausbilden. Nach seiner Rückkehr startete er die Harmoniumfertigung. 1864 verließ Hessing das Unternehmen, weil sich eine Teilhaberschaft zerschlug, dadurch dass der erfahrene Orgelbauer Johannes Strebel (1832–1909) ins Unternehmen kam. Strebel war nach Lehre und Gesellenzeit bereits zwei Jahre, von 1856 bis 1858, bei Steinmeyer gewesen. Nachdem er von 1862 bis 1864 bei Cavaillé-Coll gearbeitet hatte, sollte er als sein Vertreter nach Spanien gehen. Strebel zog jedoch eine Anstellung bei Steinmeyer vor und übernahm dort die Leitung der Abteilung Harmoniumbau. Im Zeitraum von 1865 bis 1875 wurden bereits 550 Harmonien gefertigt, dazu 90 Orgeln. Am 1. Januar 1870 wurde Strebel Teilhaber der Firma, die dann als Orgel- und Harmoniumfabrik von Georg Friedrich Steinmeyer & Cie., Oettingen in Bayern firmierte. 1884 trennten sich Steinmeyer und Strebel friedlich, um Steinmeyers ältesten Sohn Johannes an der Geschäftsleitung zu beteiligen. Die Harmoniumabteilung leitete ab da Steinmeyers Sohn Wilhelm. Strebel ließ sich seine Anteile auszahlen und eröffnete damit in Nürnberg einen eigenen Orgelbaubetrieb, der schon bald ein spürbarer Konkurrent wurde.
Von Steinmeyer wurden bis 1901 ungefähr 2000 Harmonien fertiggestellt, zuletzt ca. 100 Stück jährlich.

## Familie
Im Jahr 1851 heiratete Georg Friedrich Steinmeyer Johanna Beyhl (1829–1863). Mit ihr hatte er acht Kinder: 
- Theodor (1852–1880)
- Babette (1854–1880)
- Johannes (1857–1928) ⚭ Berta Wolf (1863–1926)
- Johanna (1858–1882)
- Maria (1860–1915)

Drei Kinder verstarben bereits im Kindesalter.
In zweiter Ehe war er seit 1864 mit Elisabeth Wolz († 1894) aus Segringen verheiratet, mit der er weitere 11 Kinder hatte. Die Kindheit überlebt haben:
- Friedrich (1865–1931)
- Sophie (1866–1958)
- Gottlieb (1867–1950)
- Wilhelm (1868–1915)
- Ludwig (1870–1939)
- Albert (1874–1941)
- Magdalena (1876–1964)

Fünf seiner Söhne wurden ebenfalls Orgelbauer.

## Mensch und Persönlichkeit
Steinmeyer war evangelisch aufgewachsen und engagierte sich viele Jahre in der Verwaltung seiner Kirche und im Kirchenvorstand.
Gute Beziehungen unterhielt er zu Wilhelm Löhe und seinem Kreis. Gleichzeitig war ihm Toleranz zu den Katholiken eine Selbstverständlichkeit. 
Er war ehrenamtlich in der Verwaltung des Krankenhauses und der Witwenanstalt tätig. 1888 gründete er den „Krankenunterstützungsverein der Gehilfen in der Hof-Orgel- und Harmoniumfabrik von G. F. Steinmeyer & Co.“. Im Gemeindekollegium und im Magistrat der Stadt war er insgesamt 40 Jahre tätig.

## Ehrungen
- 1891 wurde ihm der Titel Kommerzienrat verliehen.
- 1899 wurde er Ehrenbürger der Stadt Oettingen.